# قابیل (رمان)
قابیل (به انگلیسی: Cain) (به پرتقالی: Caim) آخرین رمان نویسنده پرتقالی ژوزه ساراماگو برنده جایزه نوبل است که اولین بار در سال ۲۰۰۹ منتشر شده.